# Chaînon Cimmaron
Le chaînon Cimmaron (anglais : Cimmaron Range) est un massif de montagnes du Colorado, aux États-Unis. C'est une subdivision des monts San Juan, eux-mêmes subdivision des montagnes Rocheuses.

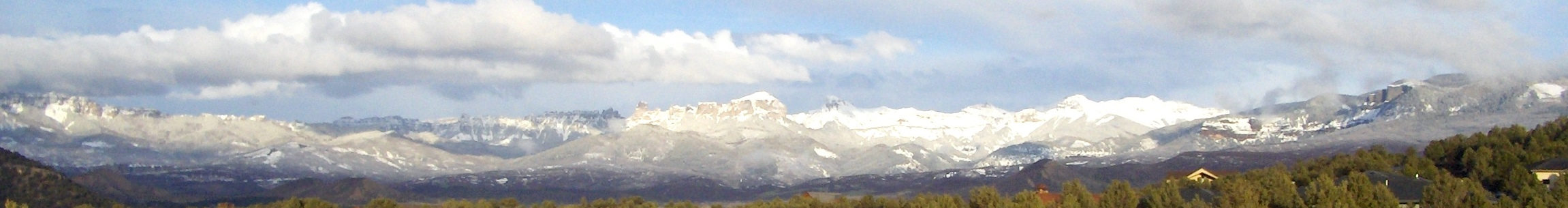
Vue de la chaîne Cimmaron.